# Vittorio Zucca
Vittorio Zucca (Pola, 3 ottobre 1895 – 30 giugno 1943) è stato un velocista e calciatore italiano.
Prese parte ai Giochi olimpici di Anversa 1920 dove fu eliminato durante i quarti di finale dei 100 metri piani dopo aver vinto la propria batteria. Non andò meglio nella staffetta 4×100 metri, corsa insieme a Giovanni Orlandi, Giorgio Croci e Mario Riccoboni, squalificata in semifinale. Partecipò anche alle Olimpiadi di Parigi 1924, sempre nei 100 metri piani, ma non superò il primo turno eliminatorio.

## Palmarès
| Anno | Manifestazione  | Sede    | Evento                | Risultato     | Prestazione | Note |
| ---- | --------------- | ------- | --------------------- | ------------- | ----------- | ---- |
| 1920 | Giochi olimpici | Anversa | 100 metri             | elim. qualif. | 11"4        |      |
| 1920 | Giochi olimpici | Anversa | Staffetta 4×100 metri | elim. qualif. | 43"6        |      |
| 1924 | Giochi olimpici | Parigi  | 100 metri             | elim. qualif. | 11"5        |      |

## Campionati nazionali

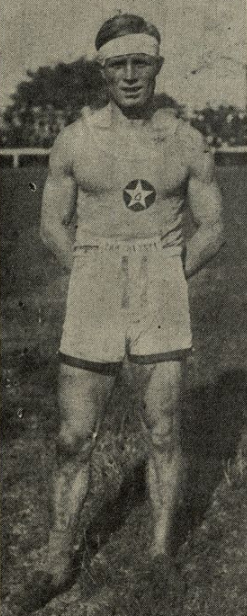
Vittorio Zucca ai campionati italiani assoluti di atletica leggera di Busto Arsizio 1922.

- 3 volte campione italiano assoluto nei 100 metri piani (1919, 1920 e 1922)
- 1 volta campione italiano assoluto nei 200 metri piani (1920)

1919
- Oro ai campionati italiani assoluti di atletica leggera, 100 metri piani - 11"3/5

1920
- Oro ai campionati italiani assoluti di atletica leggera, 100 metri piani - 11"5
- Oro ai campionati italiani assoluti di atletica leggera, 200 metri piani - 23"7

1922
- Oro ai campionati italiani assoluti di atletica leggera, 100 metri piani - 11"1/5
- Argento ai campionati italiani assoluti, staffetta 4x100 m - 45"2/5